# Negativareps-metoden
Negativareps-metoden är en träningsmetod som används i styrketräningssammanhang, men även ofta efterfrågas då rehabilitering i olika sammanhang ska genomföras. 
En repetition består av två faser, den positiva där någonting lyfts eller pressas och den negativa där någonting sänks ned eller hålls emot. Den negativa fasen stärker leder och ligament, vilket leder till en bra rehabilitering, men även att en högre belastning kan användas vid träning med minskad risk för skador. Därför är det väldigt viktigt att alltid sänka vikten sakta och kontrollerat i alla övningar. För att träna lite extra på detta kan man lägga negativa repetitioner i slutet av ett set. I slutet av ett set när du inte orkar lyfta vikten mera så kan en träningspartner hjälpa dig med den positiva fasen för att du ska kunna göra kontrollerade negativa repetitioner.
Att använda sig av denna metod utan assistans är både farligt och svårt, men med en viss möda är det genomförbart. Det finns ett antal träningsmaskiner som är konstruerade för att underlätta det hela, men de som verkligen fungerar utan omständigheter är vissa elektriska maskiner med avancerad elektronik som reglerar detta på ett genomtänkt sätt.